# Жвания, Зураб Виссарионович
Зура́б Виссарио́нович Жва́ния (груз. ზურაბ ბესარიონის ძე ჟვანია [Зура́б Бесарио́нис дзе Жва́ниа]; 9 декабря 1963, Тбилиси, Грузинская ССР — 3 февраля 2005, там же) — грузинский политик и общественный деятель. Премьер-министр Грузии в 2003—2005 годах. Погиб при невыясненных обстоятельствах.

## Биография
Зураб Жвания родился 9 декабря 1963 года в Тбилиси в семье физиков. Мать, Рэма Антонова, смешанного армяно-еврейского происхождения.
В 1985 году получил диплом биологического факультета Тбилисского государственного университета, после чего до 1992 года работал на кафедре физиологии человека и животных того же факультета.
В 1989 году создал в Грузии движение «зелёных», а затем — Партию «зелёных», став её первым председателем. В течение двух лет являлся сопредседателем Партии «зелёных» Европы.
В 1993 году занял пост генерального секретаря коалиционной партии, созданной для поддержки политики Эдуарда Шеварднадзе, — Союза граждан Грузии (СГГ). 25 ноября 1995 года, после победы СГГ на выборах, был избран председателем парламента Грузии. Через четыре года был переизбран на эту должность, однако 1 ноября 2001 года подал в отставку, мотивировав своё решение протестом против политики Эдуарда Шеварднадзе.
В июне 2002 года Жвания официально заявил о своём выходе из партии СГГ, а также из одноимённой парламентской фракции. 6 июня 2002 года создал и возглавил парламентскую фракцию «Демократы». С 17 июня 2002 года — председатель политической организации «Объединённые демократы».
В парламентских выборах 2003 года принимал участие в качестве одного из лидеров предвыборного блока «Бурджанадзе-Демократы». После так называемой «революции роз», в результате которой президентом Грузии стал Михаил Саакашвили, Жвания был назначен государственным министром Грузии.
17 февраля 2004 года грузинский парламент утвердил Жвания в должности премьер-министра республики.

## Гибель
3 февраля 2005 года Зураб Жвания приехал в квартиру на улице Сабурталинской в Тбилиси для встречи со своим другом, заместителем уполномоченного президента Грузии в регионе Квемо-Картли Раулем Юсуповым. После прихода Юсупова он отпустил охрану, сказав, чтобы та пришла спустя несколько часов. В 3 часа ночи, когда охранники не смогли дозвониться до Жвания, они сломали решётку на окне и проникли внутрь квартиры. В ней они обнаружили трупы Жвания и Юсупова. В комнате чувствовался отчётливый запах от работавшего газового обогревателя.
5 и 6 февраля 2005 года в Грузии были объявлены официальными днями траура по премьер-министру страны. 6 февраля Зураб Жвания был похоронен в Дидубийском пантеоне в Тбилиси. Для участия в его похоронах в Грузию прибыли делегации 17 стран, а также различных международных организаций.
В Грузии существует официальная версия гибели Зураба Жвания, согласно которой он и Рауль Юсупов скончались от отравления угарным газом. Также есть ряд неофициальных версий, согласно которым смерть Жвании и его друга была насильственной: они оба были убиты из огнестрельного оружия. Официальная версия имеет целый ряд нестыковок и противоречий. Версии убийства пока не имеют чётких и документально подтверждённых доказательств.

#### Официальная версия
8 февраля 2005 года президент Грузии Михаил Саакашвили, выступая на международной научной конференции оговорился, сказав: «в связи с убийством Жвании…», однако сразу же поправился на «в связи со смертью Жвании».
В апреле 2006 года супруга президента Грузии М. Саакашвили Сандра Рулофс на презентации украинского издания своей книги «Первая леди Грузии. Рассказ идеалистки» в Киеве сказала, что эта книга была у неё готова значительно раньше, но из-за убийства Зураба Жвания она не сумела её своевременно выпустить.
По официальной версии грузинской стороны, обнародованной уже 4 февраля 2005 года, Жвания и Юсупов погибли в результате отравления угарным газом вследствие использования неисправного газообогревателя — иранской газовой отопительной печи марки «Никала». Министр по делам полиции и общественной безопасности Грузии Вано Мерабишвили подчеркнул, что произошла утечка газа из газообогревателя, установленного в квартире, однозначно заявив следующее: «это несчастный случай. Я лично был на месте». Согласно официальным заявлениям грузинских следователей, Рауль Юсупов за месяц до гибели снял трёхкомнатную квартиру на улице Сабурталинской, а за три дня до трагедии сменил газовую печь, из-за которой и произошёл несчастный случай.
Официальная версия гибели Жвании и Юсупова была почти сразу поставлена под сомнение. Хозяин квартиры на Сабурталинской улице утверждал, что газовая печь была установлена не три дня назад, как объявили власти, а три месяца назад и всё работало исправно. Отец Рауля Юсупова — Яшир Юсупов заявил, что не верит заявлениям следствия, так как его сын никогда не жил в квартире на Сабурталинской улице, где произошла трагедия, и никогда не снимал её. Рауль Юсупов, по словам его отца, имел квартиру в Варкетильском микрорайоне Тбилиси, где в течение последних пяти лет проживал вместе со своей женой.
По информации брата премьера Георгия Жвания, в квартире на улице Сабурталинской, где были обнаружены тела Жвания и Юсупова, не были обнаружены отпечатки пальцев погибших. Кроме того, по словам Георгия Жвания, найденные в квартире окурки от сигарет вряд ли могли принадлежать его брату, так как у него «была специфическая манера выкуривать сигареты — он их не докуривал до конца и характерно гасил».
Независимый грузинский эксперт судебно-медицинской криминалистики Майя Николеишвили также поставила под сомнение официальные данные о причине смерти премьера Жвания, подчеркнув в интервью телекомпании «Мзе», что «совершенно непонятно решение властей не допускать к расследованию независимых экспертов, из чего можно сделать вывод, что у властей есть что скрывать».

Вскоре после гибели Зураба Жвания произошли ещё две трагедии, которые, по официальной версии грузинской стороны, никак не были связаны с гибелью премьера Грузии. 4 февраля 2005 года был найден мёртвым сотрудник аппарата Зураба Жвания Георгий Хелашвили. По официальной версии, он покончил с собой в собственной квартире при помощи взятого у соседа охотничьего ружья. Несколько позднее был застрелен руководитель бюро судебно-медицинской экспертизы Грузии Кистаури, готовивший заключение о смерти Жвания и Юсупова. По официальной версии, он был убит своим бывшим одноклассником, который впоследствии тоже совершил самоубийство.

14 августа 2015 года суд присяжных 10 голосами против 2 признал начальника смены охраны Жвания Михаила Дзадзамия и сотрудника охраны Кобу Харшиладзе виновными в халатности, повлекшей гибель премьер-министра. Харшиладзе был приговорён к 1 году и 9 месяцам лишения свободы, Дзадзамия к лишению свободы сроком на 11 месяцев и 41 день. Дзадзамия был освобожден в зале суда по амнистии, так как уже отбыл в заключении этот срок.

#### Неофициальные версии
В 2005—2008 годах лидер Лейбористской партии Грузии Шалва Нателашвили сделал ряд заявлений об убийстве Зураба Жвания. По словам Нателашвили, Жвания был убит из-за «дележа барышей от продажи Грузинского морского пароходства», в ходе которого «произошла ссора, завершившаяся пальбой». Затем огнестрельные ранения на теле премьера «замазали расплавленным парафином», чтобы избежать внешних следов насильственной смерти. Нателашвили также заявлял о том, что Зураб Жвания был убит в присутствии президента Грузии Михаила Саакашвили («говорят, что Саакашвили находился в том помещении, когда застрелили Жвания»).
В марте 2006 года экс-президент Грузии Эдуард Шеварднадзе в интервью газете The Washington Post заявил, что не верит в официальные сообщения о смерти Зураба Жвания. «Он был убит», — заявил Шеварднадзе, но добавил, что он не знает кем.
17 мая 2006 года грузинская еженедельная газета «Georgian Times» опубликовала статью Фридона Дочия «Версии, о которых сегодня говорят вполголоса. Зураба Жвания убил в Госканцелярии выстрелом в спину высокопоставленный чиновник нынешней власти» согласно которой, грузинский премьер был убит из огнестрельного оружия людьми из окружения президента Грузии Михаила Саакашвили:

«… за несколько дней до гибели Жвания члены правительства из команды Саакашвили потребовали у премьера определённую долю из средств, поступивших с аукционов Потийского порта и аэропорта. <…> По одной из версий, противоборствующие стороны собрались в пригородном местечке Шавнабада. И когда выяснилось, что Жвания не намерен идти на компромисс, напряжённость достигла пика, и один из очень-очень высоких правительственных чинов сначала выстрелил ему в спину, а затем сделал и контрольный выстрел. Однако циркулирует и другая версия. Будто бы, разборка между Жвания и командой Саакашвили происходила не в Шавнабада, а непосредственно в Госканцелярии, и именно там один из высокопоставленных чиновников пустил пулю сначала в спину Жвания, а затем сделал контрольный выстрел».
25 сентября 2007 года экс-министр обороны Грузии Ираклий Окруашвили заявил, что Зураб Жвания был уже мёртвым доставлен в квартиру на улице Сабурталинской в Тбилиси, где позже обнаружили его тело. Окруашвили сказал следующее: «не могу утверждать, что Зураба Жвания убили, у меня нет такой информации, но у меня есть одна информация, что его тело было привезено в квартиру, где, как утверждается, он отравился угарным газом, из другого места».
3 сентября 2008 года (после войны в Грузии) доктора наук, осетины Солтан Дзарасов и Георгий Цаголов опубликовали статью, в которой смерть Жвания приписали Саакашвили.
В октябре 2012 года Георгий Жвания, депутат парламента от только что победившего на выборах-2012 блока «Грузинская мечта» обвинил в инсценировке обстоятельств гибели премьер-министра главу МВД И. Мерабишвили, генпрокурора З. Адеишвили и вице-спикера парламента Г. Барамидзе, которые действовали под руководством Саакашвили. При этом обвинений в самом убийстве брат погибшего в адрес этих лиц не выдвигал.
2 октября 2012 года лидер победившего на выборах в грузинский парламент оппозиционного блока Бидзина Иванишвили заявил о необходимости возобновления расследования дела о смерти Зураба Жвания. При этом Иванишвили назвал смерть Жвания убийством.
По словам Харчиладзе на суде в 2015 «Зураб Жвания был геем и часто проводил интимные встречи в конспирированных квартирах». Соответственно, сотрудники правоохранительных органов произвели манипуляции в квартире, где они погибли, чтобы скрыть «истинную цель» пребывания Жвании на квартире вместе с Юсуповым. Правительство Саакашвили не опубликовало отчет ФБР о гибели Жвании, в котором содержалась информация о его личной жизни; семья Жвании, которую ознакомили с отчетом, также не стала раскрывать его содержание.
В грузинских медиа получила распространение версия о гомосексуальности Жвании, объясняющая несостыковки в официальной версии его гибели, появившиеся из-за попыток скрыть его ориентацию в консервативном грузинском обществе, где, по оценке политолога Г. Нодия, стигматизированы ЛГБТ.

## Награды
- Орден Победы имени Святого Георгия (2014, посмертно)[29].
- Медаль Памяти 13 января (2006)[30]